# Nicotine (banda)
Nicotine (banda) es una banda de heavy metal de Indore, India, formada en diciembre de 2006. Su formación consta de Digvijay Bhonsale en la voz principal/guitarra rítmica, Aniruddha Gokhale (miembro fundador) en la guitarra principal/coros, Anuj Malkapurkar en el bajo y Shaleen Vyas en la batería. La banda es ampliamente conocida por ser los 'Pioneros de la música Metal en la India Central', ya que fueron una de las primeras bandas en introducir la música Metal / Heavy Metal en la región. Sus canciones "Odium" y "Rein of Fire" fueron lanzadas para su descarga gratuita por la banda en varios sitios web. La banda está influenciada por bandas estadounidenses y británicas de rock y metal como Rage Against the Machine, Metallica, Megadeth, Iron Maiden y Pantera.

## Galería

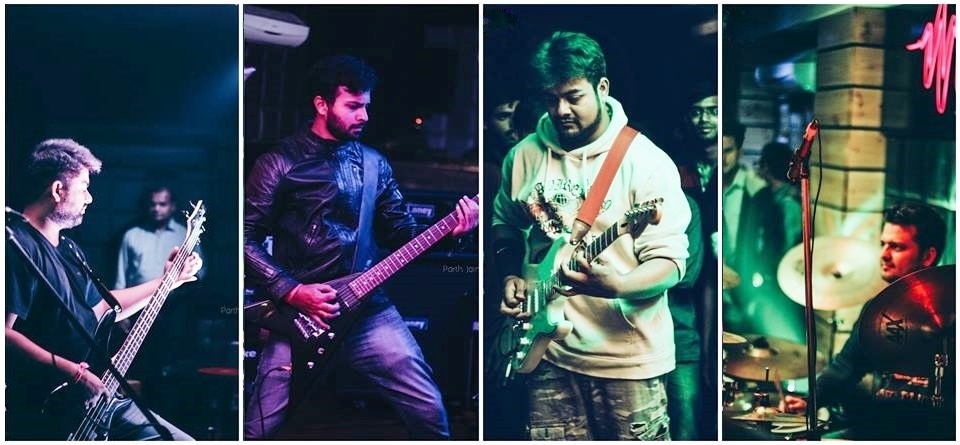
De izquierda a derecha: Malkapurkar (bajo), Bhonsale (voz principal/guitarra), Gokhale (guitarra principal/coros) y Vyas (batería).
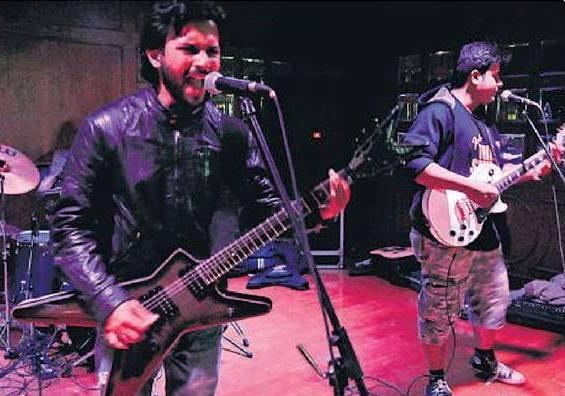
Nicotine actuando en 'Pedal To The Metal', Ten Downing Street, Indore, India.